# Алики (дем Пидна-Колиндрос)
 Тази статия е за селото в Централна Македония, Гърция.  За селото на остров Тасос вижте Алики (Тасос).  
Алики или Тузла (на гръцки: Αλυκή, до 1927 година Τούζλα, Тузла) е село в Егейска Македония, Гърция, дем Пидна-Колиндрос в административна област Централна Македония.

## География
Селото е разположено на беломорския бряг, на около 10 километра южно от Метони и на 3 km източно от Китрос.

## История
Селото е регистрирано за пръв път в 1920 година. Името му означава Солник, тъй като възниква около солници. Преброяването от 1928 година показва 32 души, от които 26 мъже - очевидно работници в солника.
| Година    | 1913 | 1920 | 1928 | 1940 | 1951 | 1961 | 1971 | 1981 | 1991 | 2001 | 2011 | 2021 |
| --------- | ---- | ---- | ---- | ---- | ---- | ---- | ---- | ---- | ---- | ---- | ---- | ---- |
| Население |      | 4    | 32   | 54   | 30   |      |      |      | 40   | 50   | 34   | 24   |